# Кам'яне (Подільський район)
Кам'яне́ — село Савранської селищної громади у Подільському районі Одеської області в Україні. Населення становить 1425 осіб. Село Кам'яне розташоване за 11 км на північний захід від центру громади смт Саврань в низовинній місцевості, на річці Яланець. 
Село межує на півдні з землями села Концеба, на півночі землі села омиває р. Південний Буг, яка є природним кордоном із смт Завалля Кіровоградської області, на сході (Пд-Сх) Кам'яне межує із землями села Осички, на заході (Пн-Зх) — із землями села Бандурово Голованівського району Кіровоградської області.

## Назва
Існує декілька версій про походження назви нашого села. За свою історію село декілька раз змінювало свою назву. За народною легендою на місці села Каміновата (одна з перших назв) ріс старий дубовий ліс. Із хуторів ходили дівчата на веснянки, на «гайщину». В лісі від людського ока у зелені дерев заховалась хатинка лісовика. І була в того лісовика донька, дуже вродлива, як писанка. Багато хлопців сваталося до неї, а вона всім відмовляла й відмовляла. Батьки журилися і тихенько докоряли їй. А вона: «Ще той не народився, щоб зі мною одружився». Якось в тих краях козак полював у густих лісах понад Яланцем і заблукав. Йшов він кам'янистими ярами у пошуках джерельця та й почув голос дівчини. Козак стояв як заворожений. Дівчині він також сподобався і вона віддала йому своє серце. Згодом вони одружилися і жили дуже щасливо серед лісової краси."Ой гарно живуть, як ті камінянки, ще не бачили, щоб чоловік і жінка любилися так". І стали відтоді називати село Каміновата.

## Природа
Через все село протікає річка Яланець, яка поділяє село на дві частини.
На річці є млин та водоспад. Є в селі над річкою — «Скала», дамба та кам'яні брили (поруч з селом знаходяться Бандурівські ставки). Для позначення тієї чи іншої території жителі села Кам'яне користуються такими своєрідними назвами, як «Долина», «Кургани», «На Скалі», «Середмістя», «Каркаси».
За селом є глиняний кар'єр. Ще в XIX ст.. цей кар'єр мав велике значення для регіону, оскільки місцеві жителі не тільки самі користувались рудою глиною, а й продавали її, розвозячи на підводах по сусідніх селах.
За кар'єром знаходиться джерело «Кішево».

## Історія
Поблизу села археологами знайдено два кургани скіфських часів (V—II століття до н. е.). Археологічні дані свідчать, що територія сучасного села Кам'яне була заселена з давніх часів. В 1974 році було виявлено пізньопалеолітичні пункти, на яких зібрано крем'яні вироби. Ця неолітична пам'ятка відноситься до Буго-Дністровської культури і датується кінцем VI—V тис. до раннього етапу трипільської культури. Крім того в с. Кам'яне було знайдено римську монету денарій вагою 3.00 гр., карбування 202 р. н. е. На початку XIX ст. біля дороги, яка веде в с. Кам'яне, знаходились чотири кургани. Один із них невідомо коли і ким був розритий. Одеські археологи у середині 2010-х рр. виявили залишки будівлі, датованої 5-м тисячоліттям до н. е.
Як пише польський історик Міхал Балінський, битва з татарами у 1489 році відбулась на р. Савранці та на прилеглих до неї Яланецьких болотах.
У XVIII ст. село належало князям Любомирським.
У 1767 році в с. Камєновате була побудована Хресто-Воздвиженська церква.
Після того, як Правобережна Україна ввійшла до складу Росії, село Камєновате, у складі маєтку, було подароване Павлом I фельдмаршалу графу І. П. Салтикову.
У селі був панський фільварок, до складу якого входили: новий панський маєток, побудований у 1800 році, старий панський будинок, за будинком — хлів, дві нові конюшні, погріб, новий шпіклер, стодола нова, ще з одним спікером, для худоби — обора, хліви, для зимівлі бджіл — теплик, каплиця, корчма стара та старий погріб.
У 1798 році с. Камєновате було в заставній посесії у шляхтича Ігнатовського, яка була оцінена в 18481 карбованців сріблом.
На початку XIX. село було велике, поділялось на дві частини і мало дві церкви: Хресто-Воздвиженську та Свято-Троїцьку.
У 1839 році село перейшло до розряду військових поселень. Під час розташування військових підрозділів в селі було збудовано кам'яний манеж, дерев'яні стайню та караульню, будинки для поселян.
У 1843 році Свято-Троїцьку церкву було розібрано. На місці святого престолу було встановлено Святий Хрест, витесаний з каменю, та побудовано часовню. Із того часу в селі був тільки один прихід з Хресто-Воздвиженською церквою.
У 1865 році після ліквідації військових поселень село Камєновате передано в розпорядження Міністерства державного майна.
З 1870 по 1872 рік в селі проводилась повірочна люстрація. На той час землі державного села Камєновате межували: на півночі — з землями Камєноватського та Бандуровського викупних наділів поміщиків Радомського та Голчана, а також із землями парафії Камєноватської православної церкви, на заході — із землями Гайсинського повіту та з землями селянина с. Осички Храновського Антона, на півдні — із землями сіл Концеба, Байбузівка, Ляхового та землею парафії Байбузівської православної церкви, на сході — з державною лісною дачею Книшенською.
На сільських зборах було вибрано найкращих господарів для проведення класифікацій земель: Філімона Мороза, Прохора Лозовського, Конона Паламарчука, Платона Салюка, Ісаака Татаріна, Якова Паламарчука, Семена Салюка, Євтихія Комина, Федора Пустовойта, Вокулу Азринського, Созона Канівського, Ісаака Хоменка, а в числі придатної 3003, 70 дес. і непридатної- 134,72 дес. Із 3003,70 дес.
Всієї землі в наділ відведено 3138,42 дес., у тому всієї придатної землі, при вичисленні платежів, не були оцінені 323,27 дес. землі, у числі останніх 323,26 дес.- під пасовиськами та рослинністю і 0.01 дес.-для сільського училища.
У 1872 році за люстрацією, у с. Камєновате було 245 дворів, у яких проживало 875 душ чоловічої статі: 832 душі місцевих жителів та 43 душі відставних солдат.
У селі Камєновате школа була здавна, а в 1884 році вона була перейменована в церковно-парафіяльну.
Наприкінці XIX ст. — на початку XX ст.. в селі проживало 2489 душ населення:1245 душ чоловічої статі та 1244 душі жіночої статі. Це були прихожани Хресто-Воздвиженської церкви, будівництво якої закінчилось в 1889 році. Церква мала 79 дес.землі. священиком був Іоанн Розворович, псаломщиком — Стахій Козловський. Крім православних, у селі проживало 15 сімей євреїв.
Вважають, що село було засновано у XIV столітті за часів польсько-литовського панування і назване на честь пана Каменського, що ним володів.
За розповіддю Гоцуляка Дорофія Івановича, а йому цю історію переповів Хоменко Павло (народжений в 1880 році), існує ще одна версія походження назви села Кам'яне.
У часи монголо-татарських набігів біля Білої скали, що знаходиться на березі річки Південний Буг, було село Криштопілка (див. Савранська волость). А на території сучасного села Кам'яне росли предковічні дрімучі ліси. Криштопільці дуже потерпали від набігів монголо-татар і турків, тому вирішили перенести своє поселення у ліси, на протилежний бік річки Південний Буг. На місці сучасних П'ятихаток та Скали оселились колишні криштопільці. Назвали своє нове поселення Кам'яне, бо оселилися на кам'янистих берегах річки Яланець. Ця особливість берегів річки і заклалася в назві поселення.
В революційних подіях брав участь житель села Бавельський Максим — матрос Чорноморського крейсера «Кагул». На початку 1918 року приїхало кілька чоловік для організації окупаційного радянського комнезаму. Комнезам спочатку розділив землю між селянами порівну, а потім на кожний номер по 3 га., а на кожного їдока — по 50 акрів. Селяни розвалили будівлі пана Твердохліба, Козія, кацапів, забрали-конфіскували худобу, молотарки, жатки, сіялки. Активними членами комітету були Завойчинський Іван Карпович, Галузинський Семен Максимович, які були вбиті 1920 року місцевими повстанцями. Похоронені на кладовищі біля школи.
У 1918 році село входило до УНР, перебувало під владою німців і австрійців, а також денікінців і місцевих загонів Марусі та Зеленого.
Весною 1919 року у селі знову розпочалась радянська окупація.
В 1924 році із 14 одноосібних господарств було утворено ТСОЗ.
Примусова колективізація у селі розпочалася в 1929 році — на території села утворився колгосп «Новий Побут», головою якого став Мезін Іван М.
В 1930 році — «Червоний куток», яким керував Єфремов Гаверко. Цей колгосп через деякий час був перейменований у «Вільну працю». В 1929—1930 рр. в селі було розкулачено і вислано за межі села багатьох людей (додаток 1).
Під час організованого радянською владою Голодомору 1932—1933 років померло щонайменше 97 жителів села.
В 1930—1935 рр. в селі появились перші трактори «Фордзони», «ХТЗ», «ГТЗ». 1932 рік ознаменувався появою перших автомашин «ГАЗ –А», «ГАЗ — АА», «АМА — 3», «АМА — 4». В 1934 році — копачі цукрового буряка, в 1935 році –перші зернові комбайни «Інтерн» американського виробництва. Водіями, яким першими пощастило сісти за кермо цих агрегатів були Холявіцький Мирон Артемович, Холявіцький Юстим, Сировіцький Данило, Пєшковський Афанасій, Гусар Сергій, Гусар Григорій, Химич Михайло, Паламарчук Остап, Трущенко Анатолій, Войнаровський Федір, Смакович Михайло, Гоцуляк Федір, Войнаровський Данило, Жуковський Тодосій.
Колективізація була завершена у 1933 році. Перелік активних учасників колективізації подано у додатку 2.
В 1936 році утворився ще один колгосп «Червоний колос», головою якого був Волошин Григорій Ю. Після вбивства С. М. Кірова в грудні 1936 року всі колгоспи об'єдналися в колгосп його імені (сьогодні, ТОВ ім. «Кірова»).
Кожна жінка-нормачка, яка працювала в полі, мала норму в такому розмірі: кукурудзи — 0,30 га, цукрового буряку — 0,70 га, соняшника — 0,25 га.
Історія села в воєнний період
Перед Другою світовою війною в селі працювали лікбези, хати-читальні, чотири колгоспних клуби, регулярно демонструвалось кіно, ставились вистави. Працювала семирічна і початкова школи.
Під час війни колгоспне майно, коні, свині, корови, воли були евакуйовані вглиб країни.
Неподалік від нашого села точилися запеклі бої. Населення активно допомагало своїм солдатам. Особливо відзначилися Григорина Марфа та Озаринська Докія. Ці відважні жінки приносили під ліс солдатам патрони. А Озаринська Докія Дмитрівна чотири дні в підвалі переховувала і доглядала як рідних двох поранених червоноармійців.
Згодом село зайняли румуни. І знову хоробрість проявив наш односельчанин Вітрук Іван, який ризикуючи власним життям відвіз підводою у село Бандурово сім червоноармійців.
Штаб румунів знаходився в селі Концеба. Вони примушували наших односельчан платити великі податки, забирали половину заробленого хліба.
На 10 сімей тоді була одна пара коней, які тримали по черзі (гуртом).
Такий гурт мав декілька десятин землі, які обробляли вручну: косили, жали, в'язали, молотили, копали.
За невихід на роботу — били. Якщо робиш щось в неділю або релігійне свято — теж били. Не скажеш за те, що били «спасибі» били ще дужче.
Магазинів тоді не було. Тому такі важливі товари як сіль, мило, гас, сірники люди вимінювали у спекулянтів-руминів за кури, масло, яйця, сало. Наприклад, за 1 кг солі потрібно було дати один пуд (16 кг) кукурудзи.
Та незважаючи ні на що більшість населення тримали тісний зв'язок з партизанами, які базувалися недалеко від села — в урочищі «Кішево».
Очевидці розповідають, що в 1943 році декілька румун зайшли до Матуляка Андрія пити самогон, потім попрямували в хату Динька Аксентія, де в цей час перебували партизани. Не обійшлось без жертв — під час стрілянини один партизан і один румун були вбиті. А одного румуна партизани забрали з собою.
Під час сутички партизани перерізали провід телефону до с. Концеба, щоб румуни не могли повідомити в штаб. В управі у цей час чергував син Ліщенка Кирила — 16 річний Ваня. За те, що він не побіг до с. Концеби його вбили.
Сутичка була також у хаті Рябова Дмитра, де партизани забрали одного румуна і двох убили.
А житель села Хоменко Михайло зимою 1943 року, коли партизанам було важко із харчами, відігнав їм 5 биків.
Партизанський загін, який діяв в «Кішево», базувався в Холодному Яру. 850 партизанів розміщувались в 12 землянках. Їх командиром був Пегенов Андрій.
Загін діяв в основному на Вінниччині. Партизани підривали мости, залізниці, пускали під укіс потяги, відбивали у німців обози (відбили 58 підвід із їжею і продуктами), нападали на румунів по селах, громили гарнізони.
В одному з боїв із німцями було тяжко поранено командира Пегенова. Тіло його захоронили в урочищі «Кишево».
При звільненні від німецької окупації відбувались сильні повітряні бої за переправу через річку Південний Буг. Над полями нашого села тоді збили два ворожі літаки.
Основна переправа була в селі Хащувата. Радянські воїни появилися з боку села Бандурово. Навкруги села були вириті окопи, закопані німецькі гармати.
Німці і румуни зловили 30 чоловіків і гнали їх до м. Балти рити окопи. Але дорогою всі повтікали. Не повернувся лише попів син Мишевський Сімон.
В боях за Батьківщину на різних фронтах Великої Вітчизняної війни загинуло наших односельчан.
За визволення села загинуло 41 воїн. Всім їм поставлено монумент «Скорботна мати» і надгробні плити з іменами солдат, які не повернулися додому.
Під час війни нагороджено урядовими нагородами 170 наших односельців.
Колишній орган місцевого самоуправління — Кам'янська сільська рада.
12 червня 2020 року, відповідно до Розпорядження Кабінету Міністрів України від № 724-р «Про визначення адміністративних центрів та затвердження територій територіальних громад Одеської області», увійшло до складу Савранської селищної територіальної громади.
17 липня 2020 року, в результаті адміністративно-територіальної реформи і ліквідації Савранського району, село увійшло до складу новоутвореного Подільського району Одеської області.

## Населення
- 1897 — 2517

Згідно з переписом УРСР 1989 року чисельність наявного населення села становила 1626 осіб, з яких 662 чоловіки та 964 жінки.
За переписом населення України 2001 року в селі мешкало 1365 осіб.

### Мова
Розподіл населення за рідною мовою за даними перепису 2001 року:
| Мова       | Відсоток |
| ---------- | -------- |
| українська | 96,49 %  |
| російська  | 1,96 %   |
| молдовська | 1,47 %   |
| болгарська | 0,07 %   |

## Вулиці й кутки
Червона вулиця. Раніше хати були під очеретом, тому, коли трапилась пожежа, червоні язики полум'я перекидалися з хати на хату. Пожежа винищила всі будівлі на цілій вулиці.
Ляхи. При Олександрі І і Миколі II жив у селі польський пан Ревуцький. Люди, які поселялись по сусідству з ним, модно одягалися і їх прозвали ляхами. Одними з перших поселенців на цій вулиці були Войнаровські і Журавські. І до цього часу на цій вулиці проживають багато сімей, що мають прізвища польського походження: Пашковські, Сировіцькі, Войнаровські, Завойчинські, Савинські.
Гайщина. Вздовж річки Яланець був невеликий лісок-гай, який вирубували для будівництва осель.
Камінна. Коли чумаки ходили по сіль, правою стороною річки Південний Буг бачили скалу і багато каміння. Цю місцину почали так і називати — Камінна, згодом — Кам'яне.
Курганець. Існує декілька версій походження цієї частини села. За кладовищем (від лісу) було два кургани. Ці земляні вали слугували одночасно своєрідним «сторожовим постом», звідки добре проглядалися місцевість навкруги і оборонною брамою. Тому було дуже легко звідси вистежити ворожі орди, які появлялися з полів від лісу. Дуже часто першими жертвами ворогів були оборонці «курганської брами». Одна із версій, що тут мешкав поміщик Курган, у якого був власний млин і багато десятин землі. Інша говорить, що першу хату побудував дядько Курганський (так як в с. Байбузівка є Козулівський куток) — від прізвища Козуля".

## Відомі люди
- Бондар Петро Онисимович — козак 2-го куреня 1-ї бригади 4-ї Київської дивізії Армії УНР, Герой Другого Зимового походу.
- Лозовський Анатолій Корнійович (10.07.1931 – 01.12.2007, Одеса) – історик. Закінчив іст. ф-т ОДУ (1954). Вчитель історії (1954), директор Савранської СШ робітничої молоді. Зав. відділу освіти Савранської районної ради народних депутатів (1955). Зав. відділу пропаганди і агітації Савранського райкому партії, секретар Ізмаїльського райкому Компартії України (1958–1967). Зав. Одеського обл. відділу народної освіти (1967), направлений у розпорядження Міністерства освіти СРСР (1973). Керівник групи радянських викладачів, що працювали в закладах освіти Республіки Малі (1974–1978). Повернувся до Одеси, де викладав історію в СШ № 77 (1978–1979). Працював в ОДУ: старш. викл. (з 1979 р.), доц. каф. історії Росії та СРСР, доц. каф. нової та новітньої історії. Захистив канд. дис. «Роль СРСР у ставленні та розвитку народної освіти і культури в країнах Африки (на матеріалах Республіки Малі) 1960 – початок 1980‑х рр.» (1985). Вчений секретар спеціалізованої ради із захисту канд. дис. при іст. ф-ті ОНУ (2007).[13]
- Симіон Ілліч Сорочинський (1833–1908) — подільський священнослужитель Симеон Сорочинський розпочав свій шлях служінню Богу парафіяльним священиком (зокрема, шістнадцять років був настоятелем Хресто-Воздвиженської церкви с. Кам'янувате Савранської волості Балтського повіту). У 1867 р. його призначили благочинним 5-го округу (два містечка – Саврань і Пісчана та 18 сіл; з 1872 р. і село Дубинове). Завершив настоятелем (губернського) кафедрального собору в м. Кам'янці-Подільському. За свою пасторську діяльність був нагороджений орденом св. Анни 3-го ступеня, орденом Святого Володимира 4-го ступеня та орденом Св. Володимира 3-го ступеня, що давало йому підстави отримати статус потомственого дворянина. Його син, прадідусь Ольги Білецької Олександр Симеонович Сорочинський (нар. 1870, с. Камєновата Балтського повіту) в 1895 р., відповідно до свого прохання, був рукоположений у священики Свято-Преображенської церкви в с. Осички Савранської волості Балтського повіту. Згодом, у 1937 р. о. Олександра репресували.[14]